# John Dolmayan
John Dolmayan (Beiroet, 15 juli 1973) is de Armeens-Amerikaanse drummer van de band System of a Down (SOAD). Zijn familie is oorspronkelijk afkomstig uit Armenië. Toen hij nog in Libanon woonde brak er de Libanese Burgeroorlog uit. Het gezin Dolmayan emigreerde naar Toronto in Canada en later naar Los Angeles in de Verenigde Staten.
Nadat SOAD in mei 2006 besloot een tijdelijke stop te houden zodat de leden zich met hun eigen projecten konden bezighouden, werd Dolmayan door SOAD-gitarist Daron Malakian gevraagd zich bij diens band Scars on Broadway te voegen.
- Bibsys: 5071362
- Library of Congress Control Number: no2010006590
- MusicBrainz: f89c1c00-fdcb-4ccb-bd8d-f9c642b27ee3
- Nationale Bibliotheek van Tsjechië: xx0104548
- Virtual International Authority File: 101601228